# Машины острова Нант
«Машины острова Нант» (фр. Les Machines de l'île) — художественный, культурный и туристический проект, коллекция гигантских механических скульптур во французском городе Нант, созданный Франсуа Деларозьером и Пьером Орефисом (фр. Pierre Orefice) и заменивший демонтированные склады на верфи. Решение о постройке было принято администрацией Нанта в 2004 году, а торжественное открытие состоялось в 2007 году. За машины ответственно общество Le Voyage à Nantes.
Внешний вид скульптур вдохновлён устройствами, придуманными Жюлем Верном, механизмами Леонардо да Винчи и промышленной историей города. На Международной туристической выставке в 2007 году машины острова получили специальный приз жюри за поощрение и развитие туризма.

## Концепция
В рамках модернизации острова Нант администрация Нанта получила предложение о создании машин от Деларозьера, работавшего в театре механических марионеток Royal de luxe и являющегося арт-директором ассоциации La Machine, и Орефиса. На острове имеются Большой слон (фр. le Grand Éléphant), Дерево цапель (фр. Arbre aux Hérons), Карусель морских миров (фр. le Carrousel des Mondes Marins), две карусели «Манежи Андреа».

## Финансирование
Изначально в проект было заложено 4,8 миллионов евро:
- два миллиона на Большого слона;
- 2,1 миллиона на оформление галереи;
- 600 000 на исследование «Дерева цапель».

По причине увеличения стоимости по сравнению с запланированной 9 марта 2007 году правительством было выделено суммарно 6 000 000, из которых 350 000 были инвестированы в кафе.
Кроме того, совет правительства постановил, что в следующие три года будет выделено 800 000 евро, из которых 500 000 — в 2007 году. Машины продолжали оставаться убыточными по крайней мере на 500 000 евро в 2009 году. В 2010 администрация подписала с управляющим машинами соглашение о передаче обслуживания по 2025 год, предусматривавшее требование подсчёта финансового баланса ежегодно. Сумма дотаций увеличилась до 1 100 000 евро в 2011 году. То же соглашение предусматривало передачу Деларозьеру и Орефису 0,5 % билетных сборов и 3 % доходов кафе.
Проект был поддержан европейской программой «Объектив» (2000—2006) дотацией в размере 1 785 000 евро. Совет администрации Нанта 26 октября 2007 принял решение о постройке карусели «Морские миры» за 6,4 миллиона без учёта налогов. 18 июня 2010 создание карусели было подтверждено, а из бюджета выделили 10 000 000 евро.

## Создание
Машины были построены в помещениях компании Alstom и размещены на нефах Chantiers Dubigeon. Мастерская имела площадь 3000 м², участвовавшие инженеры, техники, жестянщики, сварщики, скульпторы и столяры жили рядом с ней. С двух террас на 7,5-метровой высоте местные жители могли наблюдать за процессом строительства.

## Проекты
Галерея была открыта 30 июня 2007, она может принимать до 2200 посетителей в день. В первый месяц работы машины посетило 51 500 человек, в первый триместр — 138 500 человек, 288 000 за первый год. Посещаемость в 2008 была на 35 % ниже, чем в 2007 году, но в 2009 количество посетителей увеличилось до 261 450 человек.

### Слон
Огромный 12-метровый слон, который может носить до 52 пассажиров, осматривающих панораму города, торговую площадь и деревню Трантемуль. Благодаря особенностям конструкции можно рассмотреть движущийся механизм. Пассажиры погружаются в слона с помоста.
Изначально закладывалась грузоподъёмность в 35 пассажиров и их перемещение в течение получаса, к моменту запуска возможное количество людей было увеличено сначала до 50, а ещё через год — до 52. Слон перемещается со скоростью 1—3 км/ч. Большой слон имеет металлический скелет с 60 гидравлическими и пневматическими цилиндрами. В гидросистеме слона циркулирует 2000 литров масла. Привод — мотор в 450 лошадиных сил.

### Карусель «Морские миры»
Карусель имеет 25 метров в высоту и 35 скульптур, изображающих морских животных со дна, средней толщи воды и верха, а также лодки. Карусель расположена на берегу Луары и может одновременно нести 300 пассажиров, из которых 85 — на механических устройствах. Элементы карусели находятся также в Галерее машин и в Мастерской. Карусель была введена в работу 15 июля 2012.
Мэр Нанта Жан-Марк Эро сообщил о том, что карусель планируется открыть в 2009 году. Префектура потребовала разрешение на закладывание бетонных креплений, что задержало открытие карусели, перенесённое на 2010 год, после чего — на лето 2011. На совете администрации города дата была окончательно определена 13-м июля 2012.

### Дерево цапель
Главный проект «Машин», «Дерево цапель» — стальное дерево 47 метров в диаметре и 50 метров в высоту, на котором сидят две цапли. Посетители могут ходить по ветвям вдоль разбитых по дороге небольших садов и сидеть в тени крыльев птиц. Открытие для публики планируется в 2017 году.

## Галерея машин
Весь процесс создания машин можно наблюдать в Галерее. Посетители могут по приглашению машинистов управлять механизированными животными, которые находились на карусели «Морские миры» до 2012 года.
Среди экспонатов Галереи — Светильник Большого фонаря, Реактивный кальмар, Гигантский краб и другие, включая Лодку в шторм. Во время экскурсии машины приходят в движение, иллюстрируя историю своего создания миниспектаклями по 2—10 минут.
Галерея постоянно пополняется экспонатами. Перед входом располагается восьмиметровый Морской змей, самая большая машина с Карусели. На Змее могут кататься девять человек.